# Солярис (журнал)
Солярис (фр. Solaris) — найстаріше видання французькою мовою з наукової фантастики й фентезі, яке друкується в Канаді. Перший випуск журналу вийшов друком 1974 року в Лонгьої (провінція Квебек) під назвою «Requiem».

## Історія
У вересні 1974 року викладач французької мови, професор Норбер Спенер (Norbert Spehner) разом зі студентами ентузіастами канадського коледжу Cégep Édouard-Montpetit у Лонгьої випускають перший номер журналу «Requiem». Саме завдяки колегіальному проекту створюється перше структуроване ядро, навколо якого формується літературне середовище шанувальників фантастики в Квебеку. Загалом журнал друкував класичні фантастичні твори відомих і маловідомих письменників франкофонів. Зважаючи, що у Квебеку іншого аналогічного видання не було, популярність «Реквієму» зростала. Згодом, журнал став відомим у англомовній Канаді, Сполучених Штатах і в Європі. «Солярис» — один із найкращих журналів у галузі фантастики, що друкується французькою мовою й належить до п′ятірки найстаріших періодичних видань (серед яких, американські журнали «Аналог: наукова фантастика та факти» і «Фентезі & Сайнс фікшн», італійський журнал «Уранія» і японський «S-F Magazine»), які виходять з моменту створення і до цього часу.
На сторінках журналу друкуються твори з наукової фантастики і фентезі, включаючи такі жанри як жахи і химерну фантастику, висвітлюються новини, подається критика, інтерв'ю та різноманітні статті пов′язані з фантастикою.
З 1977 по 1980 рр. журнал проводить конкурс Prix Dagon для маловідомих талановитих письменників, що пишуть французькою мовою.
Влітку 1979 року журнал «Requiem» змінив назву на «Солярис».
З 1981 по 2000 року редакція журналу оголошує щорічний літературний конкурс — Prix Solaris, який сприяє заохоченню канадських письменників-фантастів і проводиться у двох категоріях: література та графічні романи фантастичного змісту.
1983 року редакцію журналу очолювали Елізабет Вонарбур (Élisabeth Vonarburg), Данієль Сернін (Daniel Sernine) і Люк Померльо (Luc Pomerleau). З 1992 року головним редактором став Жоель Шампетьє (Joël Champetier), який керував журналом до самої смерті (травень, 2015).
З 2017 року журнал очолює письменник-фантаст Жан Петігрю (Jean Pettigrew).

## Нагороди
- 1989 — премія The Aurora Awards за найкращий журнал французькою мовою
- 1990 — премія The Aurora Awards за найкращий журнал французькою мовою
- 1991 — премія The Aurora Awards за найкращий журнал французькою мовою
- 1992 — премія The Aurora Awards за найкращий журнал французькою мовою
- 1993 — премія The Aurora Awards за найкращий журнал французькою мовою
- 1995 — премія The Aurora Awards за найкращий журнал французькою мовою
- 1996 — премія The Aurora Awards за найкращий журнал французькою мовою
- 1997 — премія The Aurora Awards за найкращий журнал французькою мовою
- 1998 — премія The Aurora Awards за найкращий журнал французькою мовою
- 2000 — премія The Aurora Awards за найкращий журнал французькою мовою
- 2001 — премія The Aurora Awards за найкращий журнал французькою мовою
- 2002 — премія The Aurora Awards за найкращий журнал французькою мовою
- 2004 — премія The Aurora Awards за найкращий журнал французькою мовою
- 2006 — премія The Aurora Awards за найкращий журнал французькою мовою